# Estambul 65
Estambul 65 és una reeixida pel·lícula d'acció, coproducció espanyola de 1965 dirigida per Antonio Isasi-Isasmendi que imita l'estil de la saga de James Bond.

## Argumento
Una banda terrorista que vol dominar el món usant l'amenaça atòmica rapta al professor Pendergast i roba un milió de dòlars.
La intrèpida agent Kelly del FBI sospita que l'aventurer i lladre Tony Mecenas està implicat en l'assumpte així que viatja fins a la capital turca per a investigar-lo.
Allí descobreix que Tony Mecenas no és el culpable, però està encantat d'unir-se a ella per treure'n profit.
A partir d'aquest moment tindran múltiples baralles, persecucions i tirotejos pels llocs més emblemàtics d'Istanbul.

## Producció
Aquesta coproducció europea amb actors espanyols, alemanys, italians i iugoslaus va néixer a l'ombra del recent èxit de Doctor No. Els interiors i alguns exteriors estan rodats a Espanya.

## Recepció
La pel·lícula va ser un èxit internacional, va ser distribuïda als Estats Units per Columbia amb el nom That Man in Istanbul (en homenatge a la comèdia eurospy de 1964 L'home de Rio. A Espanya se la considera una pel·lícula de culte pel psicodèlic del guió i l'inusual de la proposta al nostre cinema.

## Repartiment
- Sylva Koscina - Kelly
- Horst Buchholz - Tony
- Perrette Pradier - Elizabeth
- Mario Adorf - Bill
- Gérard Tichy - Hansi
- Klaus Kinski - Schenk
- Agustín González - Gunther

## Premis
Premis Sant Jordi
| Categoria                   | Candidat    | Resultat   |
| --------------------------- | ----------- | ---------- |
| Millor pel·lícula espanyola | Estanbul 65 | Guanyadora |

Medalles del Cercle d'Escriptors Cinematogràfics
| Categoria       | Candidat                | Resultat  |
| --------------- | ----------------------- | --------- |
| Millor director | Antonio Isasi-Isasmendi | Guanyador |